# Indische Badmintonmeisterschaft 1963/64
Die Indische Badmintonmeisterschaft der Saison 1963/64 fand in Gorakhpur statt. Es war die 28. Austragung der nationalen Titelkämpfe im Badminton in Indien.

## Titelträger
| Disziplin    | Sieger                              |
| ------------ | ----------------------------------- |
| Herreneinzel | Suresh Goel                         |
| Dameneinzel  | Meena Shah                          |
| Herrendoppel | Nandu M. Natekar Chandrakant Deoras |
| Damendoppel  | Sushila Kapadia Manda Kelkar        |
| Mixed        | Satish Bhatia Surinder Pannu        |